# Áhmed Dzsuásí
Áhmed Dzsuásí (arabul: أحمد الجواشي; n.i., 1975. július 13. –) tunéziai válogatott labdarúgókapus.

## Pályafutása

### Klubcsapatban
2001 és 2004 között a Monastir csapatában játszott. 2004 és 2007 között a Sfaxien játékosa volt. 2007-től 2009-ig az Étoile du Sahel kapuját védte. 2009 és 2010 között a Hammam Lif együttesében szerepelt. 

### A válogatottban
2001 és 2002 között 1 alkalommal szerepelt a tunéziai válogatottban. Részt vett a 2002-es afrikai nemzetek kupáján, valamint a 2002-es világbajnokságon.

## Külső hivatkozások
- Áhmed Dzsuásí adatlapja a National-Football-Teams.com oldalon (angolul)

- Áhmed Dzsuásí (angol nyelven). FootballDatabase.eu
- Áhmed Dzsuásí (német nyelven). kicker.de
- Áhmed Dzsuásí adatlapja a worldfootball.net oldalon (angolul)